# Gran Premi del Canadà del 2001
Resultats del Gran Premi del Canadà de Fórmula 1 de la temporada 2001, disputat al circuit urbà de Gilles Villeneuve a Mont-real el 10 de juny del 2001.

## Resultats de la cursa
| Pos | No | Pilot                | Equip              | Voltes | Temps/ Retir.    | Pos. de sort. | Punts |
| --- | -- | -------------------- | ------------------ | ------ | ---------------- | ------------- | ----- |
| 1   | 5  | Ralf Schumacher      | Williams - BMW     | 69     | 1h 34' 31. 522   | 2             | 10    |
| 2   | 1  | Michael Schumacher   | Ferrari            | 69     | + 20.235 s       | 1             | 6     |
| 3   | 3  | Mika Häkkinen        | McLaren - Mercedes | 69     | + 40.672 s       | 8             | 4     |
| 4   | 17 | Kimi Räikkönen       | Sauber - Petronas  | 69     | + 1' 08.116 min. | 7             | 3     |
| 5   | 22 | Jean Alesi           | Prost - Acer       | 69     | + 1' 10.435 min. | 16            | 2     |
| 6   | 19 | Pedro de la Rosa     | Jaguar - Cosworth  | 68     | + 1 Volta        | 14            | 1     |
| 7   | 11 | Ricardo Zonta        | Jordan - Honda     | 68     | + 1 Volta        | 12            |       |
| 8   | 23 | Luciano Burti        | Prost - Acer       | 68     | + 1 Volta        | 19            |       |
| 9   | 20 | Tarso Marques        | Minardi - European | 66     | + 3 Voltes       | 21            |       |
| 10  | 14 | Jos Verstappen       | Arrows - Asiatech  | 65     | Frens            | 13            |       |
| 11  | 12 | Jarno Trulli         | Jordan - Honda     | 63     | Frens            | 4             |       |
| Ret | 4  | David Coulthard      | McLaren - Mercedes | 54     | Motor            | 3             |       |
| Ret | 9  | Olivier Panis        | BAR - Honda        | 38     | Frens            | 6             |       |
| Ret | 10 | Jacques Villeneuve   | BAR - Honda        | 34     | Palier/Eix       | 9             |       |
| Ret | 15 | Enrique Bernoldi     | Arrows - Asiatech  | 24     | Motor            | 17            |       |
| Ret | 6  | Juan Pablo Montoya   | Williams - BMW     | 19     | Accident         | 10            |       |
| Ret | 2  | Rubens Barrichello   | Ferrari            | 19     | Virolla          | 5             |       |
| Ret | 8  | Jenson Button        | Benetton - Renault | 17     | Pèrdua d'oli     | 20            |       |
| Ret | 21 | Fernando Alonso      | Minardi - European | 7      | Transmissió      | 22            |       |
| Ret | 16 | Nick Heidfeld        | Sauber - Petronas  | 1      | Col·lisió        | 11            |       |
| Ret | 18 | Eddie Irvine         | Jaguar - Cosworth  | 1      | Col·lisió        | 15            |       |
| Ret | 7  | Giancarlo Fisichella | Benetton - Renault | 0      | Col·lisió        | 18            |       |

## Altres
- Pole: Michael Schumacher 1' 15. 782
- Volta ràpida: Ralf Schumacher 1' 17. 205 (a la volta 50)
- És la primera vegada a la història de la Fórmula 1 que dos germans fan primer i segon a un GP. A l'edició del GP del Canadà del 2003 ho van tornar a aconseguir.